# 10 april
10 april är den 100:e dagen på året i den gregorianska kalendern (101:a under skottår). Det återstår 265 dagar av året. Det är också den vanligaste födelsedagen i Sverige enligt SCB år 2016.

## Återkommande bemärkelsedagar

### Helgdagar
- Påskdagen firas i västerländsk kristendom för att högtidlighålla Jesu återuppståndelse efter korsfästelsen, åren 1803, 1814, 1887, 1898, 1955, 1966, 1977, 2039, 2050, 2061, 2072.

## Namnsdagar

### I den svenska almanackan
- Nuvarande – Ingvar och Ingvor
- Föregående i bokstavsordning
  - Hezekiel – Namnet fanns, till minne av Hesekiel en av de stora profeterna i Gamla testamentet, på dagens datum fram till 1901, då det utgick.
  - Ingvald – Namnet infördes på dagens datum 1986. 1993 flyttades det till 25 oktober, men utgick 2001.
  - Ingvar – Namnet infördes på dagens datum 1901 och har funnits där sedan dess.
  - Ingvor – Namnet infördes på dagens datum 1986 och har funnits där sedan dess.
- Föregående i kronologisk ordning
  - Före 1901 – Hezekiel
  - 1901–1985 – Ingvar
  - 1986–1992 – Ingvar, Ingvald och Ingvor
  - 1993–2000 – Ingvar och Ingvor
  - Från 2001 – Ingvar och Ingvor
- Källor
  - Brylla, Eva (red.): Namnlängdsboken, Norstedts ordbok, Stockholm, 2000. ISBN 91-7227-204-X
  - af Klintberg, Bengt: Namnen i almanackan, Norstedts ordbok, Stockholm, 2001. ISBN 91-7227-292-9

### Finlandssvenska almanackan
- Nuvarande från 1995[1] – Tryggve
- I föregående revideringar[a][2]
  - 1929–1994 – Frejvid

## Händelser
- 847 – Sedan Sergius II har avlidit den 27 januari väljs Leo IV till påve.
- 1216 – Vid den svenske kungen Erik Knutssons död har han och hans hustru Rikissa av Danmark inga söner (hon är dock vid tillfället gravid och föder senare under året sonen Erik) och därför väljs snart den 15-årige Johan Sverkersson från den erikska ättens motståndare sverkerska ätten till ny kung av Sverige. Denne avlider dock själv 1222 och efterträds då av Erik.
- 1533 – Vid den dansk-norske kungen Fredrik I:s död efterträds han av sin son Kristian III. Den förre unionskungen Kristian II gör dock ett försök att återta de danska och norska kronorna (och i förlängningen även den svenska), vilket leder till att ett inbördeskrig året därpå utbryter i Danmark, vilket går till historien som Grevefejden.
- 1849 – Den amerikanske uppfinnaren Walter Hunt får patent på fjädern i säkerhetsnålen, som gör att den inte ska lossna, vilket löser det problem man har haft med säkerhetsnålar sedan deras tillkomst omkring 2000 f.Kr.
- 1889 – Hammarby roddförening, som 8 år senare ombildas till Hammarby IF, bildas.
- 1912 – Den brittiska lyxkryssaren RMS Titanic lämnar Southampton och anträder sin jungfrufärd, som ska gå till New York. Detta blir dock även hennes sista färd, eftersom hon fyra dagar senare kolliderar med ett isberg på Nordatlanten och förliser.
- 1938 – En knapp månad efter den tyska annekteringen av Österrike den 13 mars hålls en folkomröstning, där 99,73 procent av de röstande österrikarna godkänner annekteringen. De som röstar ja röstar också automatiskt på det tyska nazistpartiet som österrikiskt regeringsparti.
- 1941 – Sedan Tyskland och dess allierade den 6 april har inlett Operation 25 upprättar tyskarna denna dag en vasallstat i mellersta Jugoslavien, som får namnet Oberoende staten Kroatien.[3] Ante Pavelić blir statens ledare med titeln poglavnik (riksföreståndare) och dess regim samarbetar med tyskarna, bland annat i strävan att rensa hela Kroatien på serber, judar och romer. Vid krigsslutet i maj 1945 upplöses staten och blir åter en del av Jugoslavien.
- 1946 – Japan håller sitt första parlamentsval efter andra världskriget, vilket är första gången japanska kvinnor tillåts rösta. Valet blir en seger för Japans liberala parti, som blir största parti med 25,4 procent av rösterna.
- 1953 – Dag Hammarskjöld blir generalsekreterare i Förenta nationerna.
- 1970 – Den brittiske artisten Paul McCartney meddelar officiellt, att han samma dag lämnar popgruppen Beatles. Då det samtidigt officiellt meddelas, att John Lennon i hemlighet har lämnat gruppen redan i september året före är gruppen därmed splittrad.
- 1990 – En palestinsk terroristgrupp i Libanons huvudstad Beirut släpper en fransk kvinna, hennes dotter och hennes belgiske fästman, som de har hållit som gisslan i över två år.
- 1998 – De brittiska och irländska regeringarna sluter det så kallade Långfredagsavtalet, som är ett fredsavtal angående konflikten i Nordirland. Avtalet stadgar att frågan om Nordirland ska fortsätta vara i union med Storbritannien eller bli en del av republiken Irland ska avgöras av områdets innevånare själva och att demokratiska institutioner ska upprättas för området.
- 2010 – Flera polska regeringstjänstemän och politiker, däribland president Lech Kaczyński, och stora delar av Polens militärledning, omkommer då det polska regeringsflygplanet störtar i närheten av den ryska staden Smolensk. Den polska delegationen är på väg till Ryssland, för att tillsammans med den ryska regeringen, president Dmitrij Medvedev och premiärminister Vladimir Putin, högtidlighålla 70-årsminnet av Katynmassakern 1940.

## Födda
- 1512 – Jakob V, kung av Skottland från 1513
- 1583 – Hugo Grotius, nederländsk humanist, historiker, teolog, jurist och naturfilosof, känd som folkrättens fader
- 1617 – Claes Stiernsköld, svensk friherre, riksråd, militär och landshövding i Västmanlands län
- 1633 – Nils Brahe d. y., svensk greve och riksråd
- 1651 – Ehrenfried Walter von Tschirnhaus, tysk matematiker och filosof
- 1769 – Jean Lannes, fransk militär, marskalk av Frankrike
- 1783 – Hortense de Beauharnais, kungariket Hollands drottning 1806–1810 (gift med Louis Bonaparte)
- 1794 – Edward Robinson, amerikansk teolog
- 1810 – Willis Benson Machen, amerikansk demokratisk politiker, senator för Kentucky 1872–1873
- 1829 – William Booth, brittisk predikant och affärsman, grundare av Frälsningsarmén
- 1832 – Alexander McDonald, amerikansk republikansk politiker, senator för Arkansas 1868–1871
- 1838 – Gustav Droysen, tysk historiker
- 1847 – Joseph Pulitzer, ungersk-amerikansk tidningsmagnat
- 1857 – Lucien Lévy-Bruhl, fransk antropolog och filosof
- 1873 – Kyösti Kallio, finländsk politiker, Finlands statsminister 1922–1924, 1925–1926, 1929–1930 och 1936–1937 samt president 1937–1940
- 1887 – Bernardo Alberto Houssay, argentinsk fysiolog, mottagare av Nobelpriset i fysiologi eller medicin 1947
- 1892 – Georg Carlsson, svensk hemmansägare och centerpartistisk politiker
- 1893 – John S. Fine, amerikansk republikansk politiker, guvernör i Pennsylvania 1951–1955
- 1894
  - G.D. Birla, indisk affärsman och politiker
  - Ben Nicholson, brittisk konstnär
- 1898 – Torsten Quensel, svensk filmjournalist och manusförfattare
- 1906 – Thomas S. Gates, amerikansk bankman och politiker, USA:s försvarsminister 1959–1961
- 1910 – Stanisław Kowalski, polsk friidrottare
- 1911 – Heinz Hillegaart, tysk diplomat
- 1915 – Julius Jacobsen, dansk-svensk kompositör, musikarrangör och pianist
- 1917 – Robert Woodward, amerikansk kemist, mottagare av Nobelpriset i kemi 1965
- 1920 – Ingrid Schrewelius, svensk modejournalist och tv-medarbetare
- 1927 – Marshall W. Nirenberg, amerikansk biokemist och genetiker, mottagare av Nobelpriset i fysiologi eller medicin 1968
- 1929
  - Max von Sydow, svensk skådespelare
  - Mike Hawthorn, brittisk racerförare.
- 1930 – Ray Blanton, amerikansk demokratisk politiker, guvernör i Tennessee 1975–1979
- 1931 – Cilla Ingvar, svensk revyartist och radiomedarbetare
- 1932 – Omar Sharif, egyptisk skådespelare
- 1934
  - David Halberstam, amerikansk journalist och författare
  - Jan Nygren, svensk skådespelare
  - Catrin Westerlund, svensk skådespelare
  - Carel Godin de Beaufort, nederländsk racerförare
- 1941 – Paul Theroux, amerikansk författare
- 1942 – Ian Callaghan, brittisk fotbollsspelare
- 1943 – Bo Hansson, svensk musiker, organist och tonsättare
- 1946 – Mikael Wiehe, svensk musiker, sångare och låtskrivare
- 1947
  - Lena Maria Gårdenäs, svensk sångare
  - Bunny Wailer, jamaicansk reggaemusiker och -sångare, medlem i gruppen The Wailing Wailers
- 1950
  - René Gothóni, finländsk religionsvetare
  - Johan Torén, svensk stuntman och tv-person
- 1952
  - Steven Seagal, amerikansk skådespelare, filmproducent, regissör, musiker och polis
  - Ted Rosvall, svensk kyrkomusiker, författare, föreläsare och släktforskare
- 1956 – Carol V. Robinson, brittisk kemist, tidigare ordförande för Royal Society of Chemistry
- 1959 – Brian Setzer, amerikansk sångare och gitarrist, medlem i gruppen Stray Cats
- 1963
  - Mark Oliver Everett, amerikansk rockmusiker med artistnamnet Mr. E, sångare i gruppen Eels
  - Dimitris Starovas, grekisk skådespelare
- 1966 – Dick Harrison, svensk författare och professor i historia
- 1973 – Roberto Carlos, brasiliansk fotbollsspelare
- 1974 – Andreas Andersson, svensk fotbollsspelare
- 1975
  - Malin Baryard-Johnsson, svensk hoppryttare, OS-guld i laghoppning och bragdmedaljör 2021
  - Dženan Lončarević, serbisk sångare
- 1976 – Jan Werner Danielsen, norsk pop- och rocksångare
- 1979
  - Tsuyoshi Doumoto, japansk skådespelare och musiker, sångare i gruppen Kinki Kids
  - Sophie Ellis-Bextor, brittisk sångare och låtskrivare
- 1980 – Charlie Hunnam, brittisk skådespelare
- 1981 – Liz McClarnon, brittisk sångare
- 1984
  - Lucy Lee, tjeckisk porrskådespelare
  - Mandy Moore, amerikansk sångare
- 1987 – Shay Mitchell, kanadensisk skådespelare och modell
- 1988 – Haley Joel Osment, amerikansk skådespelare
- 1990 – Alex Pettyfer, brittisk skådespelare
- 1991 – Amanda Michalka, amerikansk skådespelare och sångare
- 2001 – Nathalie ”Nattid” Danielsson, svensk influerare och föreläsare
- 2007 – Ariane, nederländsk prinsessa

## Avlidna
- 879 – Ludvig den stammande, 32, kung av Akvitanien sedan 867 och av Västfrankiska riket sedan 877
- 1216 – Erik Knutsson, omkring 36, kung av Sverige sedan 1208
- 1533 – Fredrik I, 61, kung av Danmark och Norge sedan 1523
- 1585 – Gregorius XIII, 83, påve sedan 1572
- 1599 – Gabrielle d'Estrées, 28, fransk adelsdam, mätress till den franske kungen Henrik IV
- 1728 – Nicodemus Tessin den yngre, 73, svensk arkitekt och greve
- 1753 – Rutger Fuchs, 71, svensk friherre, generalmajor, kommendör och överståthållare
- 1813 – Joseph-Louis Lagrange, 77, italiensk astronom och matematiker
- 1840 – Hugh Lawson White, 66, amerikansk politiker, senator för Tennessee 1825–1840
- 1858
  - Thomas Hart Benton, 76, amerikansk politiker, senator för Missouri 1821–1851
  - William Marks, 79, amerikansk politiker, senator för Pennsylvania 1825–1831
- 1882 – Dante Gabriel Rossetti, 53, brittisk målare och poet
- 1890 – Aurelio Saffi, 70, italiensk politiker
- 1897 – Daniel W. Voorhees, 69, amerikansk demokratisk politiker, senator för Indiana 1877–1897
- 1899 – Horace Tabor, 68, amerikansk republikansk politiker och affärsman, senator för Colorado 1883
- 1909 – Algernon Swinburne, 72, brittisk poet
- 1911 – Alfred Comyn Lyall, 76, angloindisk ämbetsman och skriftställare
- 1919 – Emiliano Zapata, 39, mexikansk revolutionsledare (mördad)
- 1922 – Irving W. Drew, 77, amerikansk politiker, senator för New Hampshire 1918
- 1924 – Hugo Stinnes, 54, tysk industrialist och politiker
- 1937 – Algernon Ashton, 77, brittisk tonsättare, pianopedagog och essäist
- 1955 – Pierre Teilhard de Chardin, 73, fransk jesuitpräst, geolog och filosof
- 1957 – Nils Erik Nilsson, 90, svensk hemmansägare och högerpolitiker
- 1964 – John G. Townsend, 92, amerikansk republikansk politiker, guvernör i Delaware 1917–1921, senator för samma delstat 1929–1941
- 1966 – Evelyn Waugh, 62, brittisk författare
- 1969 – Harley Earl, 75, amerikansk bilformgivare och -konstruktör
- 1979 – Nino Rota, 67, italiensk filmmusikkompositör
- 1995 – William Lind, 83, svensk kapellmästare, musikarrangör och kompositör
- 1997 – Lennart Lundh, 69, svensk skådespelare
- 1998 – Francis Durbridge, 85, brittisk deckarförfattare
- 2001 – Nyree Dawn Porter, 65, brittisk skådespelare
- 2003 – Eva Boyd, 59, amerikansk sångare med artistnamnet Little Eva
- 2010
  - Omkomna i flygolyckan i Smolensk:
    - Franciszek Gągor, 58, polsk general
    - Grażyna Gęsicka, 58, polsk sociolog och politiker, Polens minister för regional utveckling 2005–2007
    - Maria Kaczyńska, 67, polsk presidenthustru
    - Lech Kaczyński, 60, polsk politiker, Polens president sedan 2005
    - Aleksander Szczygło, 46, polsk politiker, Polens försvarsminister 2007
    - Jerzy Szmajdziński, 58, polsk politiker, Polens försvarsminister 2001–2005
    - Janusz Zakrzeński, 74, polsk skådespelare
- 2012 – Afewerk Tekle, 79, etiopisk konstnär
- 2013 – Robert Edwards, 87, brittisk fysiolog, mottagare av Nobelpriset i fysiologi eller medicin 2010
- 2014
  - László Felkai, 73, ungersk vattenpolospelare och simmare
  - Richard Hoggart, 95, brittisk litteraturvetare och sociolog
  - Sue Townsend, 68, brittisk författare
- 2021 – Edward Idris Cassidy, 96, australisk kardinal
- 2024 – O.J. Simpson, 76, amerikansk amerikansk fotbollsspelare och skådespelare